# Villa I Tatti

Bernard Berenson a «I Tatti», nel 1911

Villa I Tatti si trova in via Vincigliata 26 a Firenze, vicina al confine comunale con Fiesole. Già residenza dello storico dell'arte Bernard Berenson, la villa, con l'annessa biblioteca e la collezione d'arte, fu da quest'ultimo destinata con un lascito in favore dell'Università di Harvard, che vi insediò il The Harvard Center for Italian Renaissance Studies, centro di ricerca sul Rinascimento italiano.

## Storia
La villa, anticamente di proprietà degli Zati, fu ceduta nel 1563 a Giulio d'Alessandro del Caccia. In seguito fu della vedova di Niccolò di Francesco degli Alessandri, Prozia di Tommaso de' Bardi (nel 1603) e restò dei discendenti dei suoi figli fino al 1854, quando il conte Gaetanto Alessandri la cedette a John Temple Leader, l'eccentrico magnate inglese che possedeva gran parte di Maiano ed aveva il suo centro preferito nella vicina Vincigliata. Alla sua morte tutte le sue proprietà furono ereditate da lord Westbury.
Nel 1906 il famoso critico e storico dell'arte Bernard Berenson e sua moglie Mary Pearsall Smith  decisero di acquistarla, vivendovi già dal 1900. A quell'epoca la villa e i giardini erano stati oggetto di un progressivo deterioramento, ma, dal 1909, furono oggetto di sostanziali restauri, grazie anche alla fama di Berenson, che aveva iniziato a ricevere una retribuzione regolare dal grande mercante d'arte americano Joseph Duveen, che col fratello, a New York, possedeva la prestigiosa ditta Duveen Brothers, dove è transitata la gran parte delle opere italiane presenti nei musei statunitensi. Berenson incaricò Cecil Pinsent e Geoffrey Scott della trasformazione della casa e del giardino.

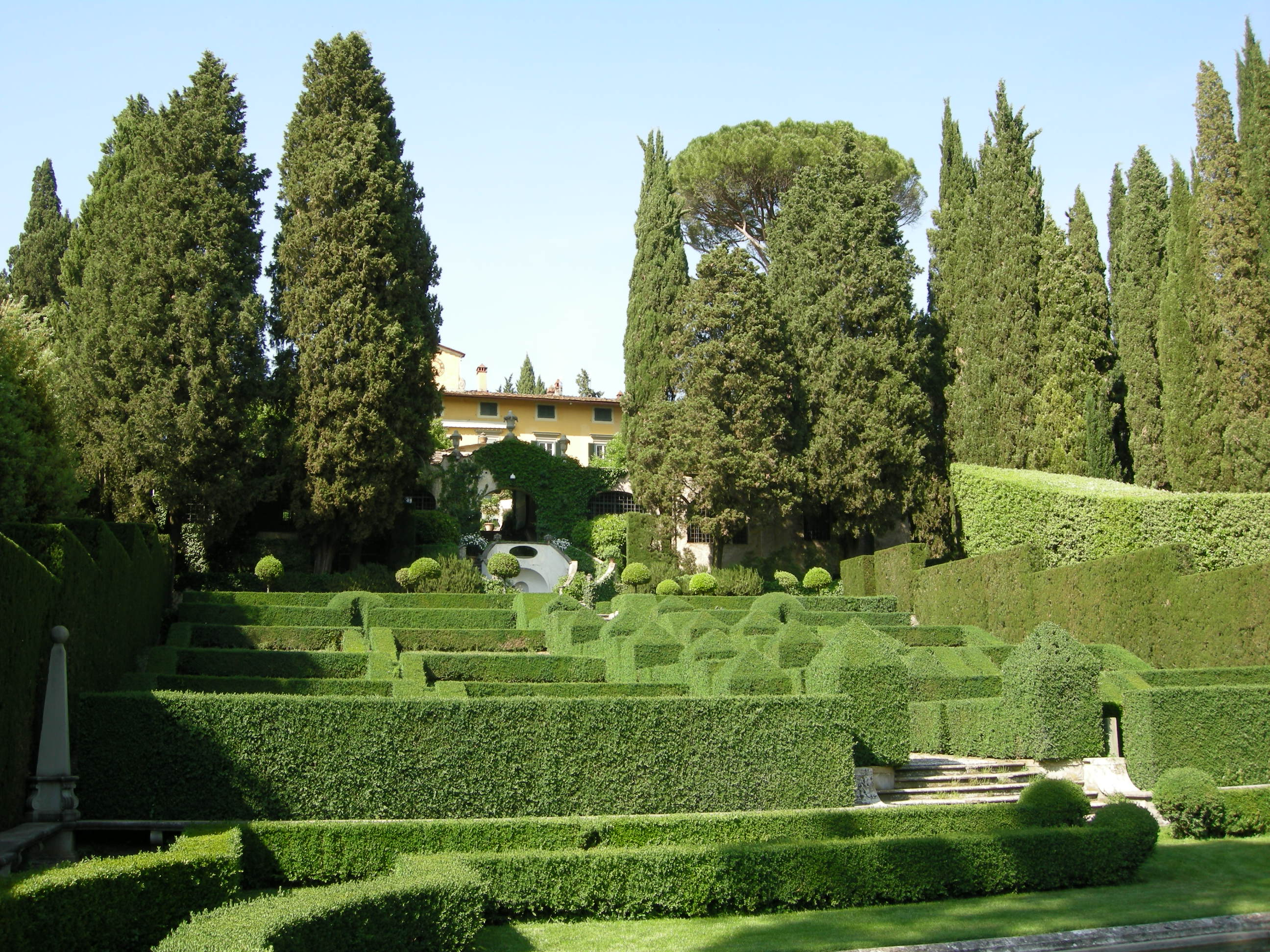
Il giardino all'italiana

I Tatti divenne uno dei più importanti centri della comunità anglosassone fiorentina e della cultura della città in generale nella prima metà del Novecento. In essa passava il fior fiore delle élite cittadine e straniere in visita, assieme alla villa Il Salviatino di Ugo Ojetti e alla Villa di Montalto di Tammaro de Marinis.
Nel 1936 Bernard Berenson lasciò la villa, insieme all'importante collezione di arte del XIV, XV, XVI secolo, alla biblioteca e alla fototeca, in eredità alla Harvard University, che ne ha fatto la sede del Centro di Storia del Rinascimento italiano. Qui lo studioso morì, nel 1959, all'età di novantaquattro anni.

## Descrizione
L'ingresso originario, ormai in disuso, avveniva tramite un viale di cipressi, che conduce in alto verso una piccola scalinata, adornata da una nicchia, con al centro una scultura. Salita la scalinata si accede ad una terrazza, compresa tra l'edificio padronale e la limonaia, sistemata ad aiuole bordate di bosso, al cui centro sono posti degli alberi. Superata la limonaia si giunge ad una serie di giardini terrazzati disposti su un pendio rivolto a sud. Questi sono chiusi, su entrambi i lati, da alte siepi di cipresso, e ripartiti da geometriche aiuole bordate da siepi di bosso, che compongono l'ampio spazio che si distribuisce lungo il viale centrale, pavimentato a mosaico e messo in risalto dagli obelischi in bosso. Un passaggio nell'alta spalliera di cipresso, che chiude a valle il giardino, è indicato da due statue, che introducono ad una piccola scalinata attraverso la quale si accede ad un boschetto di lecci.
Dietro la villa si trova un giardino pensile, anch'esso realizzato con aiuole bordate da siepi di bosso potato. Anche in questo caso Cecil Pinsent riuscì a fondere bene il giardino progettato con il paesaggio circostante, creando una serie di viali alberati, che portavano in aperta campagna.

## Opere della Collezione Berenson
- Giotto
  - Frate francescano, 1300 circa
  - Deposizione, 1320-1325 circa
- Gentile da Fabriano

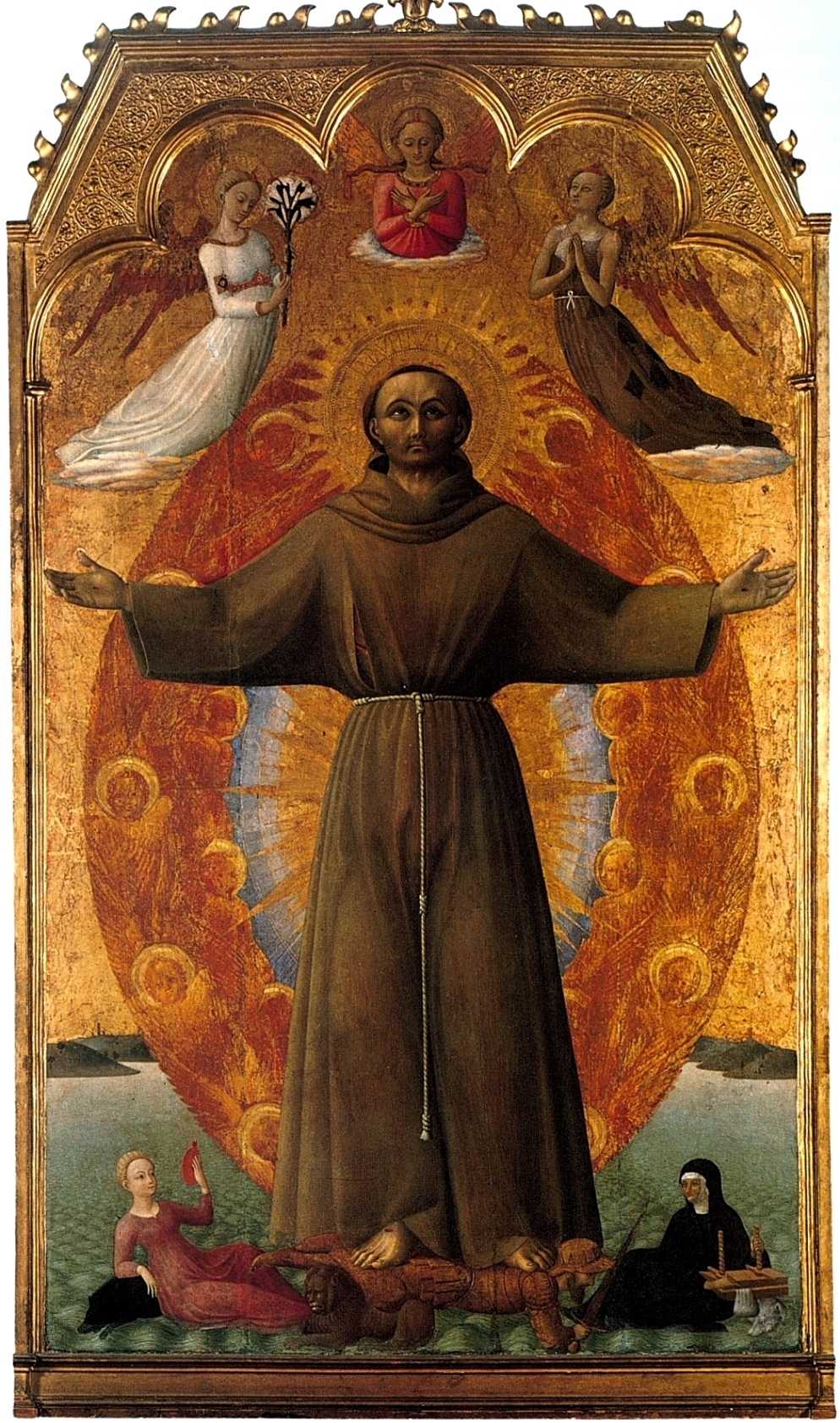
Sassetta, Estasi di san Francesco, dalla pala di Borgo San Sepolcro

  - San Giacomo Maggiore e San Pietro, dal Polittico Sandei, 1410-1412 circa
  - Madonna col Bambino, 1423-1425 circa
- Luca Signorelli, Ritratto di Vitellozzo Vitelli, 1492-1496 circa
- Domenico Veneziano, Madonna col Bambino, 1432-1437 circa
- Lorenzo Lotto, Cristo crocifisso con i simboli della passione, 1540 circa